# Jean-François Portaels

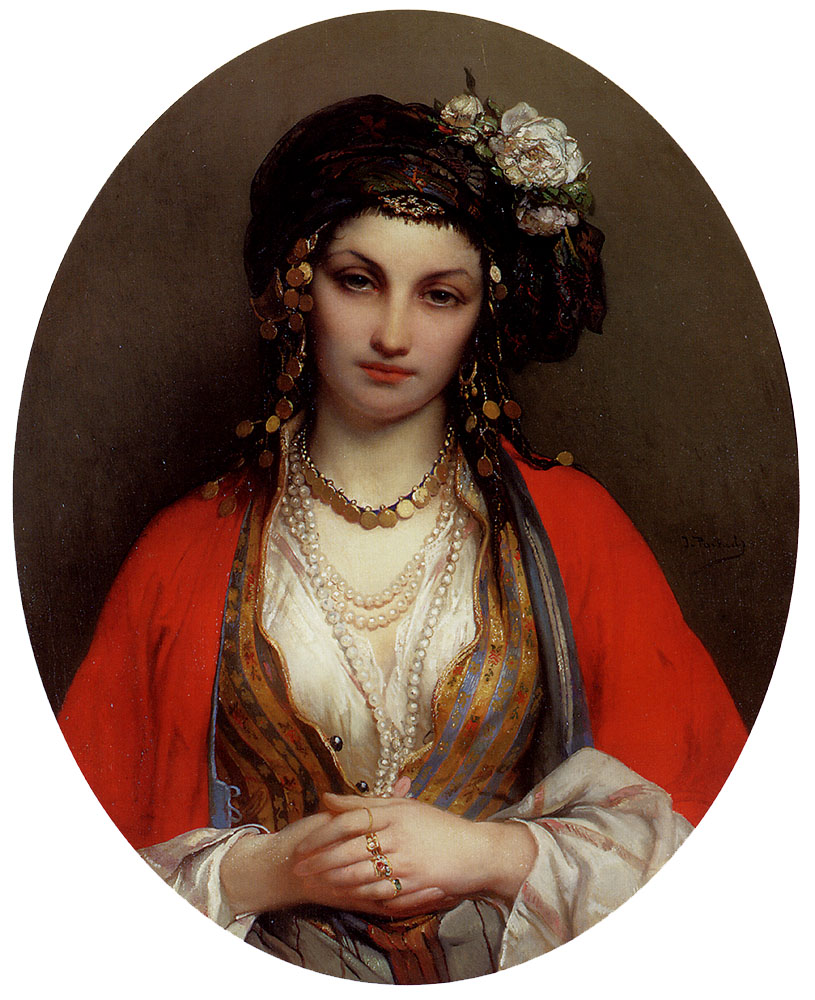
Orientalna piękność

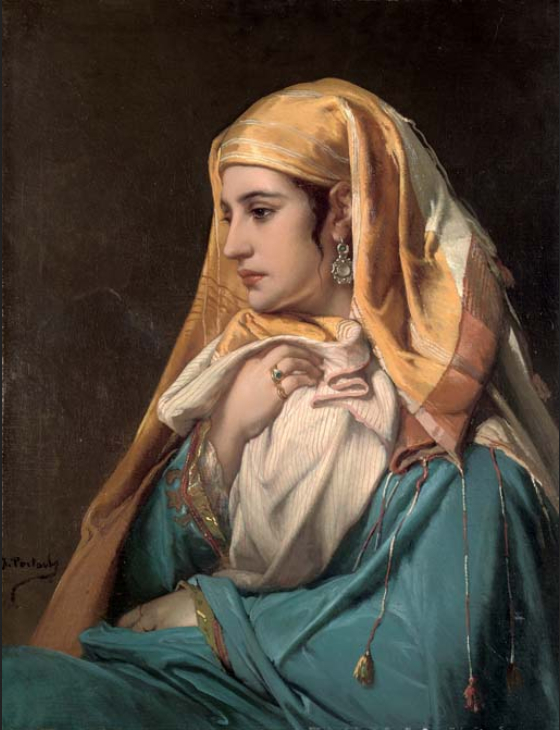
Orientalna kobieta

Jean-François Portaels (ur. 3 kwietnia 1818 w Vilvoorde, zm. 8 lutego 1895 w Schaerbeek) – belgijski malarz orientalista i dyrektor Akademii w Brukseli.

## Życiorys
Studiował malarstwo na Akademii w Brukseli pod kierunkiem François Naveza. Naukę kontynuował w Paryżu u Paula Delaroche. W 1842 zdobył stypendium Grand Prix de Rome i wyruszył w kilkuletnią podróż po Bliskim Wschodzie i Europie. Po powrocie do Belgii w 1847 został dyrektorem Akademii w Gandawie. W 1849 poślubił córkę swojego pierwszego mistrza, Naveza. Prowadził prywatne atelier, które miało znaczny wpływ na rozwój sztuki belgijskiej. Po kilkuletnim pobycie w Maroku w 1874 wrócił do Brukseli i wkrótce uzyskał stanowisko dyrektora brukselskiej Akademii.
Portaels był bardzo płodnym twórcą, obok tematyki orientalnej malował portrety, sceny rodzajowe, historyczne i religijne. Projektował i wykonywał dekoracje m.in. do kościoła św. Jacques-sur Caudenberg w Brukseli. Miał duży wpływ na rozwój sztuki w Belgii i następne pokolenia malarzy. Wśród jego wychowanków byli Alfred Bastien, Léon Frédéric, Fernand Cormon, Théo Van Rysselberghe i Edouard Agneessens, rzeźbiarz Charles Van der Stappen i architekt Charles Licot. Artysta jest uważany za twórcę belgijskiej szkoły malarstwa orientalnego. Jego twórczość łączy w sobie cechy malarstwa romantycznego i neoklasycystycznego.

## Wybrane prace
- Fille de Sion Reviled (Galeria w Brukseli),
- Mort de Judas,
- Rois mages voyageant à Bethléem,
- La Prière de Judith et la Sécheresse en Judée,
- Une Boîte dans le Théâtre à Budapest (Galeria w Brukseli).